# Wybraniec śmierci
Wybraniec śmierci (ang. Marked for Death) – amerykański film sensacyjny z 1990 roku w reżyserii Dwighta H. Little'a. Film znany jest też w Polsce pod alternatywnym tytułem: Naznaczony śmiercią.

## Opis fabuły
John Hatcher (Steven Seagal) specjalny agent do walki z narkotykami musi podjąć tym razem najtrudniejszą misję. W czasie urlopu spędzonego w rodzinnym Chicago zostaje uwikłany w walkę gangów mających powiązania z karaibskimi czarownikami. Pomoc okazuje mu znawczyni magii i tajemnych obrządków, Leslie (Joanna Pacuła).

## Plenery
- Los Angeles i Pasadena, Kalifornia
- Chicago, Illinois
- Jamajka

## Obsada
- Steven Seagal – John Hatcher
- Basil Wallace – Porąbaniec
- Keith David – Max
- Tom Wright – Charles, policjant z Jamajki
- Joanna Pacuła – Leslie
- Bette Ford – Kate Hatcher
- Elizabeth Gracen – Melissa
- Danielle Harris – Tracey
- Al Israel – Tito Barco

i inni
W polskiej wersji językowej czytał Mirosław Utta